# Giải bóng đá hạng ba quốc gia Cộng hòa Síp 1975–76
Giải bóng đá hạng ba quốc gia Cộng hòa Síp 1975–76 là mùa giải thứ năm của giải bóng đá hạng ba Cộng hòa Síp. Ermis Aradippou FC giành danh hiệu đầu tiên.

## Thể thức thi đấu
Có 8 đội bóng tham gia Giải bóng đá hạng ba quốc gia Cộng hòa Síp 1975–76. Tất cả các đội thi đấu với nhau hai lần, một ở sân nhà và một ở sân khách. Đội bóng nhiều điểm nhất vào cuối mùa giải sẽ là đội vô địch. Đội đầu bảng sẽ lên chơi ở 1976–77 Giải bóng đá hạng nhì quốc gia Cộng hòa Síp.

### Hệ thống điểm
Các đội bóng nhận được 2 điểm cho một trận thắng, 1 điểm cho một trận hòa và 0 điểm cho một trận thua.

## Bảng xếp hạng
| Vị thứ | Đội bóng                  | St. | T. | H. | B. | BT. | BB. | BT. | Đ  | Ghi chú                                                                 |
| ------ | ------------------------- | --- | -- | -- | -- | --- | --- | --- | -- | ----------------------------------------------------------------------- |
| 1      | Ermis Aradippou FC        | 14  |    |    |    | 46  | 4   | +42 | 25 | Vô địch-Thăng hạng Giải bóng đá hạng nhì quốc gia Cộng hòa Síp 1976–77. |
| 2      | Anagennisi Deryneia FC    | 14  |    |    |    | 46  | 16  | +30 | 22 |                                                                         |
| 3      | Akritas Chlorakas         | 14  |    |    |    | 43  | 12  | +31 | 21 |                                                                         |
| 4      | Achilleas Kaimakli FC     | 14  |    |    |    | 33  | 34  | -1  | 13 |                                                                         |
| 5      | Ethnikos Asteras Limassol | 14  |    |    |    | 20  | 35  | -15 | 13 |                                                                         |
| 6      | Doxa Katokopias FC        | 14  |    |    |    | 19  | 42  | -23 | 8  |                                                                         |
| 7      | AEK Kythreas              | 14  |    |    |    | 14  | 44  | -30 | 8  |                                                                         |
| 8      | Faros Acropoleos          | 14  |    |    |    | 16  | 50  | -34 | 2  |                                                                         |

Hệ thống điểm: Thắng=2 điểm, Hòa=1 điểm, Thua=0 điểm
Luật xếp hạng: 1) Điểm, 2) Hiệu số, 3) Bàn thắng